# Хальд Торуп, Виктор
Виктор Хальд Торуп (дат. Viktor Hald Thorup; род. 14 августа 1994 года, Копенгаген, Дания) — датский конькобежец. Участник зимних Олимпийских игр 2018 года.

## Биография
Виктор Хальд Торуп родился в коммуне Слагельсе, область Зеландия. Впервые на коньки стал в 2002 году. Профессионально тренироваться начал в 2012 году сперва на базе клуба «HLF72», а после — «Slagelse Inline Klub». Тренируется под руководством Йеспера Карлсона (дат. Jesper Carlson). По мимо спорта занимается бизнесом, являясь соучредителем фирмы, что специализируется на реализации конькобежного оборудования и одежды.

### Спортивная карьера
Лучшим его выступлением было участие на чемпионате Европы по конькобежному спорту 2017 года, что проходил в голландском городе Херенвене. В итоговой квалификации результатом 117,006 он занял двадцатое место.
На зимних Олимпийских играх 2018 Хальд Торуп был заявлен для участия в масс-старте. 24 февраля в финальном забеге масс-старта он финишировал с результатом 8 баллов. В общем итоге он занял 5-е место. Таким образом Виктор показал лучший результат на Олимпийских играх среди датской команды, за что и был удостоен чести нести флаг на церемонии закрытия игр.

### Личная жизнь
Жена с 9 сентября 2022 года — российская спортсменка Софья Просвирнова (род. 1997). В апреле 2023 года Софья сообщила о смене гражданства, чтобы быть вместе с мужем.